# و عنکبوت آمد
و عنکبوت آمد یک مستند ایرانی دربارهٔ یک قاتل زنجیره‌ای ایرانی به نام سعید حنایی است که در سال ۲۰۰۱ منتشر شد.

## موضوع فیلم
در سال ۱۳۷۹ یک سلسه قتل در مشهد انجام شد که دست کم یک سال جو جامعه آن وقت ایران را تحت تأثیر قرار داد. یک سال بعد، بعد از قتل ۱۶ زن، سرانجام قاتل پیدا شد. روزنامه‌ها به عامل قتل‌ها لقب 'قاتل عنکبوتی' دادند.

کارگردان فیلم سعی کرده با گفتگو با خانواده سعید حنایی و نیز خانواده قربانیان و قاضی پرونده شرایط فردی و اجتماعی قاتل و نیز مقتولان این جنایات را نشان دهد و سوالات بزرگتری در ذهن بیننده ایجاد کند.

طبق اظهارات مازیار بهاری این فیلم هیچ‌گاه در ایران اجازهٔ پخش نگرفت.

## چگونگی ساخت فیلم
مازیار بهاری پس از حملات ۱۱ سپتامبر در سال ۲۰۰۱ در مشهد در انتظار دریافت مجوز برای سفر به افغانستان و پوشش خبری سقوط طالبان بود. در همان دوران بود که سعید حنایی، قاتل ۱۶ زن دستگیر و با افتخار به جنایت خود اعتراف کرد. مازیار بهاری با همکاری رؤیا کریمی مجد توانست طی یک روز با همسر، مادر، فرزند، برادران و دوستان حنایی مصاحبه کند و به این ترتیب این فیلم مستند شکل گرفت.

## سخنان کارگردان
- «من در عرض یک روز با همسر، مادر، فرزند، برادران و دوستان حنایی مصاحبه کردم. صراحت آنها در دفاع از یک جنایتکار و بی‌ارزش دانستن زندگی ۱۶ قربانی او به دلیل این که روسپی بودند، مرا شگفت زده کرد. تکان دهنده‌ترین قسمت فیلم برای من هنوز صحبت‌های فرزند حنایی است که می‌گوید به راه پدرش ادامه خواهد داد. با خود گفتم زمانی که یک تروریست و هوادارانش به این راحتی در کشور خودم زندگی می‌کنند دیگر لزومی ندارد به افغانستان بروم. بنابر این داستان طالبان را ادامه ندادم و سعی کردم به چون و چرای ماجرای حنایی پی ببرم»
- «قتل‌های عنکبوتی و دستگیری حنایی از چند جهت در تاریخ معاصر ایران مهم هستند. تا آن زمان حکومت جمهوری اسلامی پدیده فحشا را انکار می‌کرد و با وجود این که در سراسر ایران در بسیاری از خیابان‌ها، مردم زنانی را می‌دیدند که، اکثراً به دلیل فقر، تن‌فروشی می‌کردند، حکومت هیچ حرفی در این مورد نمی‌زد»
- «ابعاد جنایات حنایی فراتر از ۱۶ قربانی اوست و نشانگر معضلات بزرگتری است که مانند سرطان جامعه ایران را فرا گرفته. مشکلاتی که یا کسی به آنها توجه نمی‌کند، یا اگر توجه کند خود را برای مهار آنها بی قدرت می‌بیند»
- «از جمله تماشاچیان این فیلم دولت‌مردان جمهوری اسلامی بودند که اکثراً ترجیح می‌دهند صورت مسئله را فراموش کنند و به همین دلیل حنایی را به سرعت اعدام کردند»
- «این فیلم هنوز زنگ خطری است نه فقط برای دولت ایران، بلکه کل جامعه ایران»